# الحكم بموجب القانون الأعلى

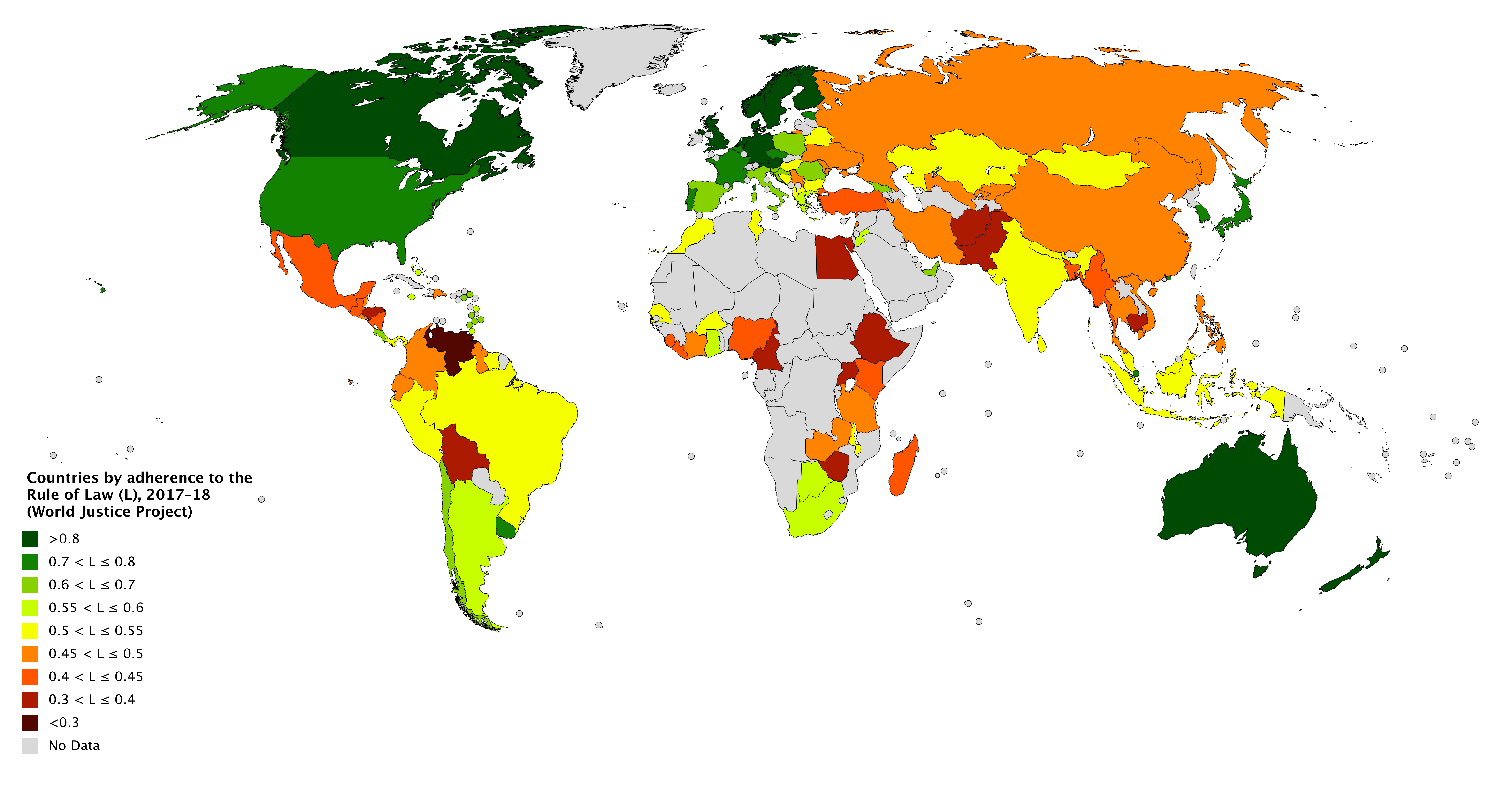

الحكم بموجب القانون الأعلى جملة تُعبر عن عدم إمكانية تطبيق قانون من قبل الحكومة ما لم يتوافق مع مبادئ عالمية معينة (مكتوبة أو غير مكتوبة) للإنصاف، الأخلاق، والعدالة. وبهذا، قد يعمل الحكم بموجب القانون الأعلى كمعيار عملي قانوني لتخفيف حالات صنع القرار السياسي أو الاقتصادي، عندما تستمر الحكومة في إخراج نتائج يجدها العديد من الناس غير منصفة أو غير عادلة، على الرغم من تصرفها بما يتوافق مع القواعد القانونية المحددة بوضوح والمُشرعة بشكل صحيح.

## نظرة عامة
أُدخلت فكرة قانون العدالة المطلقة علاوة على القانون الحالي للدولة -القانون الأعلى- لأول مرة إلى أوروبا ما قبل الرومان عن طريق قضاة القانون الكنسي للكنيسة الكاثوليكية. بالإمكان تفسير «القانون الأعلى» في هذا النطاق على أنه القانون الطبيعي أو الإلهي أو القيم القانونية الأساسية، المؤسسة في القانون الدولي؛ يعتمد الاختيار على وجهة النظر. ولكن هذا بالتأكيد هو قانون فوق القانون. باعتباره يمتلك قيمة قانونية متساوية لكل من القانون المختص بالقانون العام والقانون المدني، على عكس القانون الطبيعي الذي يرتبط بشكل كبير بالقانون المدني. «لا يؤخذ الاعتراف بالصلة الضرورية بين حكم القانون كحكومة دستورية مثالية وجيدة البناء ولا يجب أخذه لافتراض أن جميع الولايات يمكنها أو يجب أن تحتفظ بنفس الهياكل الدستورية في الممارسة».
الحكم بموجب القانون الأعلى هو نهج عملي لتطبيق نظرية القانون الأعلى التي تخلق جسرًا من التفاهم المشترك (فيما يتعلق بالقيم القانونية العالمية) بين معتقد اللغة الإنجليزية لسيادة القانون والتقليدية لبلدان القانون العام، ومعتقد دولة القانون الألماني بالأصل، المترجم إلى لغات أخرى لأوروبا القارية بعنوان État de droit (بالفرنسية)، Estado de derecho (بالإسبانية)، Stato di diritto (بالإيطالية)، Правовое государство (بالروسية). المعتقد الأخير هو نتاج الفكر القانوني الأوروبي القاري الذي تبنّته الفلسفة الألمانية القانونية. يُترجم الاسم إلى الإنجليزية كـ «دولة القانون»؛ بمعنى الدولة التي تمارس فيها الحكومة سلطتها بما يتفق مع القانون الأعلى بدلًا من القانون المتغير الذي أسسته الدولة. ذكر أمارتيا سن أن النظريين القانونيين في الهند القديمة استعملوا المصطلح السنسكريتي الكلاسيكي «نايايا» ليس فقط بمعنى مسألة الحكم على المؤسسات والقواعد، بل وبمعنى الحكم على المجتمعات نفسها.

## أمثلة
قبل الحرب الأهلية الأمريكية، كان الأمريكيون الأفارقة محرومين من الحقوق المتساوية والحريات طبقًا للقوانين سارية المفعول رسميًا والتي تحدد العلاقات بين السيد والعبد. على الرغم من أن جميع هذه القوانين كانت مناسبة تمامًا للتطبيق في الممارسة القانونية، إلا أن تنفيذها من قبل الحكومة الأمريكية آنذاك بحكم الواقع ينتهك حقوق الإنسان الأساسية لجزءٍ مهم من السكان. أعلن ويليام سيوارد على نحو معروف أن العبودية ممنوعة تحت «قانون أعلى من الدستور».
بشكل عام، يعتمد حدوث «تشريع قوانين غير عادلة بشكل عادل» كليًا على الموقف الذي تتخذه قيادة البلد السياسية باتجاه مبدأ سيادة القانون.
في بعض البلدان، يجزم القادة السياسيون بأن سيادة القانون هي مفهوم إجرائي بحت. ولذلك، يناقشون أن أي حكومة قد تُجرد أفرادها من حرياتهم الأساسية أو تنتهك مصالحهم الحيوية طالما يتم ذلك عن طريق آلية قانونية تُطبق كما ينبغي. على سبيل المثال، في محاكمات نورمبرغ، في محاولة لتبرير جرائمهم ضد السكان اليهود والرومانيين في أوروبا خلال الحرب العالمية الثانية، ناقش بعض القادة السابقين لألمانيا النازية أنهم لم يكسروا أيًا من القوانين سارية المفعول عندما كان هتلر في السلطة. كانت فقط عن طريق الاستشهاد بالحكم طبقًا لقانون أعلى بأن المدَّعين العامين الحلفاء كانوا قادرين على التغلب على دفاعاتٍ كهذه.
في بلدانٍ أخرى، وعلى العكس، يجزم القادة السياسيون بأن جميع القوانين المكتوبة يجب أن تبقى متوافقةً مع المبادئ العالمية للأخلاق والإنصاف والعدالة. يجادل هؤلاء القادة بأنه كنتيجة مباشرة طبيعية للبديهية التي تقول «لا أحد فوق القانون»، تتطلب سلطة القانون من الحكومة معاملة متساوية لكل الأفراد تحت القانون. ومع ذلك، يكون الحق المُعلن في المعاملة المتساوية عرضة للإلغاء فجأة عندما ترفض الحكومة منح مستوىً كافٍ من الاحترام، الكرامة، والاستقلال لفئة معينة من الأفراد أو لحقوق الإنسان بصورة عامة. ولهذا، يُقال إن مبادئ المساواة غير المكتوبة والتي تُفسر نفسها عالميًا، الاستقلال، الكرامة، والاحترام تفوق القوانين التقليدية المكتوبة المشرعة من قبل الحكومة. هذه هي المبادئ التي يُشار إليها باسم  «القانون الطبيعي». وتُشكل أيضًا أساس «نظرية القانون الأعلى».

## ريشتشتات (دولة القانون)
طُرح معتقد ريشتشتات (الدولة القانونية، دولة الحق، الدولة الدستورية، الحكومة الدستورية) لأول مرة من قبل الفيلسوف الألماني إيمانويل كانت في آخر أعماله الذي أكمله بعد تبني الدستورين الأمريكي والفرنسي في أواخر القرن الثامن عشر. يُبنى نهج كانت على سيادة الدستور المكتوب لبلدٍ والمكتوب باستعمال مبادئ القانون الأعلى. كانت السيادة تعني خلق ضمانات لتطبيق فكرته المركزية: حياة مسالمة بشكل دائم كشرط أساسي للسعادة والرقي للمواطنين. كان كانت يبني معتقده بشكل حصري على فكرة الدستورية والحكومة الدستورية.
كان ولا يزال النظام القانوني الروسي، الذي أُسس في القرن التاسع عشر كنتيجة للتحولات التي بادرت بها الإصلاحات التي نفذها الإمبراطور ألكساندر الثاني، مبنيًا بشكل رئيسي على التقليد القانوني الألماني. وقد تبنت روسيا من الأخير معتقد الريشتشتات، والذي يُترجم حرفيًا إلى «دولة القانون». يُعتبر أقرب نظير إليها في اللغة الإنجليزية هو «سيادة القانون». يتبنى مفهوم الدولة القانونية الروسي الدستور المكتوب كالقانون الأسمى للبلد (سيادة الدستور). وهو مبدأ أساسي ولكن غير مُعرف يظهر في أول حكم تنظيمي لدستور روسيا لما بعد الشيوعية: «تتألف الحكومة الفدرالية الروسية -روسيا- من دولة قانونية ديمقراطية فدرالية مع شكل حكم جمهوري». بصورة مشابهة، يُعلن أول حكم تنظيمي لدستور أوكرانيا بأن «أوكرانيا هي دولة ذات سيادة ومستقلة، ديمقراطية، اجتماعية، قانونية». لهذا السبب، فالجهد في استثمار المعنى إلى تعريف «دولة القانون» ليس إلا نظريًا.
كتب فّاليري زوركين، رئيس المحكمة الدستورية لروسيا، عام 2003: «أن نُصبح دولة قانون كان هدفنا النهائي منذ زمن بعيد، وقد قمنا بتقدم جدّي في هذا الاتجاه على مدى عدة سنواتٍ سابقة. مع ذلك، لا يمكن لأحد القول الآن إننا قد وصلنا لهذه الوجهة. لا يمكن لدولة قانون كهذه أن توجد ببساطة دون مجتمع قانوني وعادل. هنا، وليس كأي ميدان من ميادين حياتنا، تعكس الدولة مستوى النضوج عن طريق المجتمع».
تبنى المفهوم الروسي لدولة القانون عدة أقسام من الاقتصاديات الدستورية ما عمل كتطبيق عملي لنظرية القانون الأعلى في الاقتصاديات.